# Wolfram(II)-chlorid
Wolfram(II)-chlorid ist eine anorganische chemische Verbindung des Wolframs aus der Gruppe der Chloride.

## Gewinnung und Darstellung
Wolfram(II)-chlorid kann durch Reduktion oder Disproportionierung von Wolfram(IV)-chlorid bei 450–500 °C gewonnen werden.
{\displaystyle \mathrm {18\ WCl_{4}\longrightarrow [W_{6}Cl_{8}]Cl_{4}+12\ WCl_{5}} }
Es kann auch durch Reduktion von Wolfram(VI)-chlorid mit Wolfram, Wasserstoff oder Natrium gewonnen werden.
{\displaystyle \mathrm {WCl_{6}+2\ W\longrightarrow 3\ WCl_{2}} }

## Eigenschaften
Wolfram(II)-chlorid ist ein hellgraues, kristallines, diamagnetisches Pulver. Seine Kristallstruktur ist isotyp zu der von Molybdän(II)-chlorid in der Raumgruppe Bbem (Raumgruppen-Nr. 64, Stellung 5) mit den Gitterparametern a = 1127 pm, b = 1128 pm, c = 1404 pm. Die Struktur enthält einen oktaedrischen W6-Cluster und gehört somit zu den Metallclustern.

## Verwendung
Wolfram(II)-chlorid wir als Ausgangsmaterial für eine Reihe von Organometall- und anorganische Synthesen verwendet.